# Вишинари (Васлуј)
Вишинари (рум. Vișinari) насеље је у Румунији у округу Васлуј у општини Богданешти. Oпштина се налази на надморској висини од 144 m.

## Становништво
Према подацима из 2002. године у насељу је живело 160 становника, од којих су сви румунске националности.